# Бабенхаузен (Швабија)
Бабенхаузен (њем. Babenhausen) град је у њемачкој савезној држави Баварска. Једно је од 52 општинска средишта округа Унтералгој. Према процјени из 2010. у граду је живјело 5.207 становника. Посједује регионалну шифру (AGS) 9778115.

## Географски и демографски подаци
Бабенхаузен се налази у савезној држави Баварска у округу Унтералгој. Град се налази на надморској висини од 542-567 метара. Површина општине износи 27,2 km². У самом граду је, према процјени из 2010. године, живјело 5.207 становника. Просјечна густина становништва износи 191 становника/km².